# 29 décembre dans les chemins de fer
29 novembre 29 janvier
Chronologies thématiques
- Croisades
- Sports
- Disney

Cette page concerne les événements qui se sont déroulés un 29 décembre dans les chemins de fer.

## Événements

### XIXesiècle
- 1845. France : ordonnance royale accordant la concession du chemin de fer de Creil à Saint-Quentin à la compagnie du même nom.
- 1873, France : mise en service des 29 km de la ligne de La Rochelle à Rochefort[1].
- 1876, États-Unis, Ohio. L'express avec 159 voyageurs à bord, provoque l'effondrement du pont sur l'Ashtabula. Onze voitures du train sont précipitées et détruites par un incendie dû aux poêles assurant le chauffage du train : 92 morts et 64 blessés.

.